# Electra inermis
Electra inermis är en mossdjursart som beskrevs av Liu och Ristedt 2000?. Electra inermis ingår i släktet Electra och familjen Electridae. Inga underarter finns listade i Catalogue of Life.